# Jean-Albert Grégoire
Jean-Albert Grégoire (ur. 7 lipca 1899 roku, zm. 19 sierpnia 1992 roku) – francuski pisarz, inżynier i kierowca wyścigowy.

## Kariera
W swojej karierze wyścigowej Grégoire poświęcił się startom w wyścigach samochodów sportowych. W latach 1927-1930 Francuz pojawiał się w stawce 24-godzinnego wyścigu Le Mans. W pierwszym sezonie startów uplasował się na piątej pozycji w klasie 1.1, a w klasyfikacji generalnej był siódmy. Rok później został sklasyfikowany na szóstym miejscu w klasyfikacji klasy 1.1. W kolejnych dwóch sezonach w klasie 1.1 stawał na podium. W 1929 roku był drugi, a rok później odniósł zwycięstwo (odpowiednio 10 i 8 miejsce w klasyfikacji generalnej).